# Lampides typicamarginata
Lampides typicamarginata är en fjärilsart som beskrevs av Tutt 1907. Lampides typicamarginata ingår i släktet Lampides och familjen juvelvingar. Inga underarter finns listade i Catalogue of Life.